# Torre de Cristal
La Torre de Cristal es un rascacielos de 249 metros y 50 plantas situado en Madrid (España), en el complejo Cuatro Torres Business Area, en el distrito de Fuencarral-El Pardo. Es propiedad de la aseguradora Mutua Madrileña. Se trata del edificio más alto de España y el 4.º de la Unión Europea.

## Historia

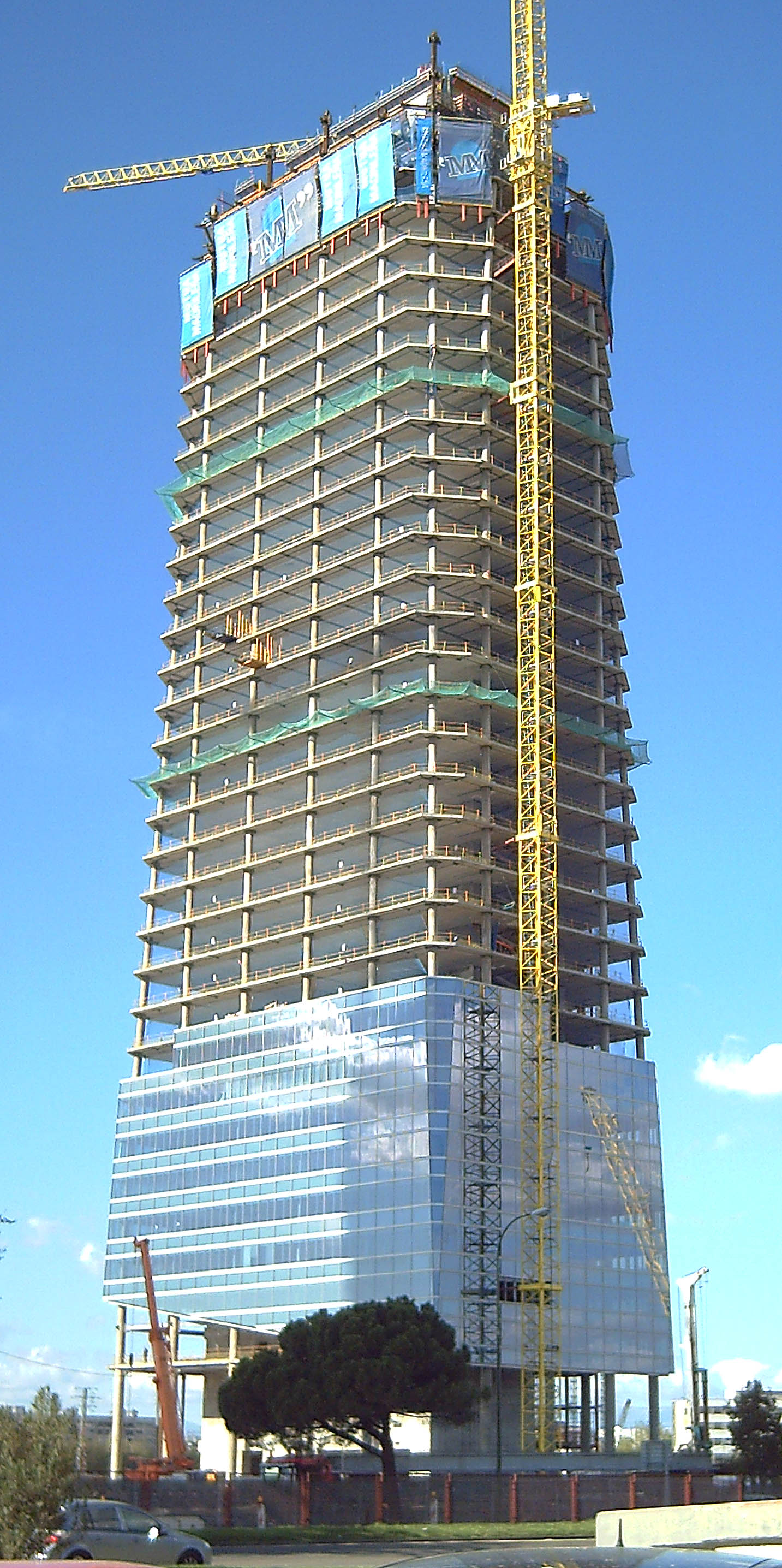
La torre durante su construcción, 9 de noviembre de 2008

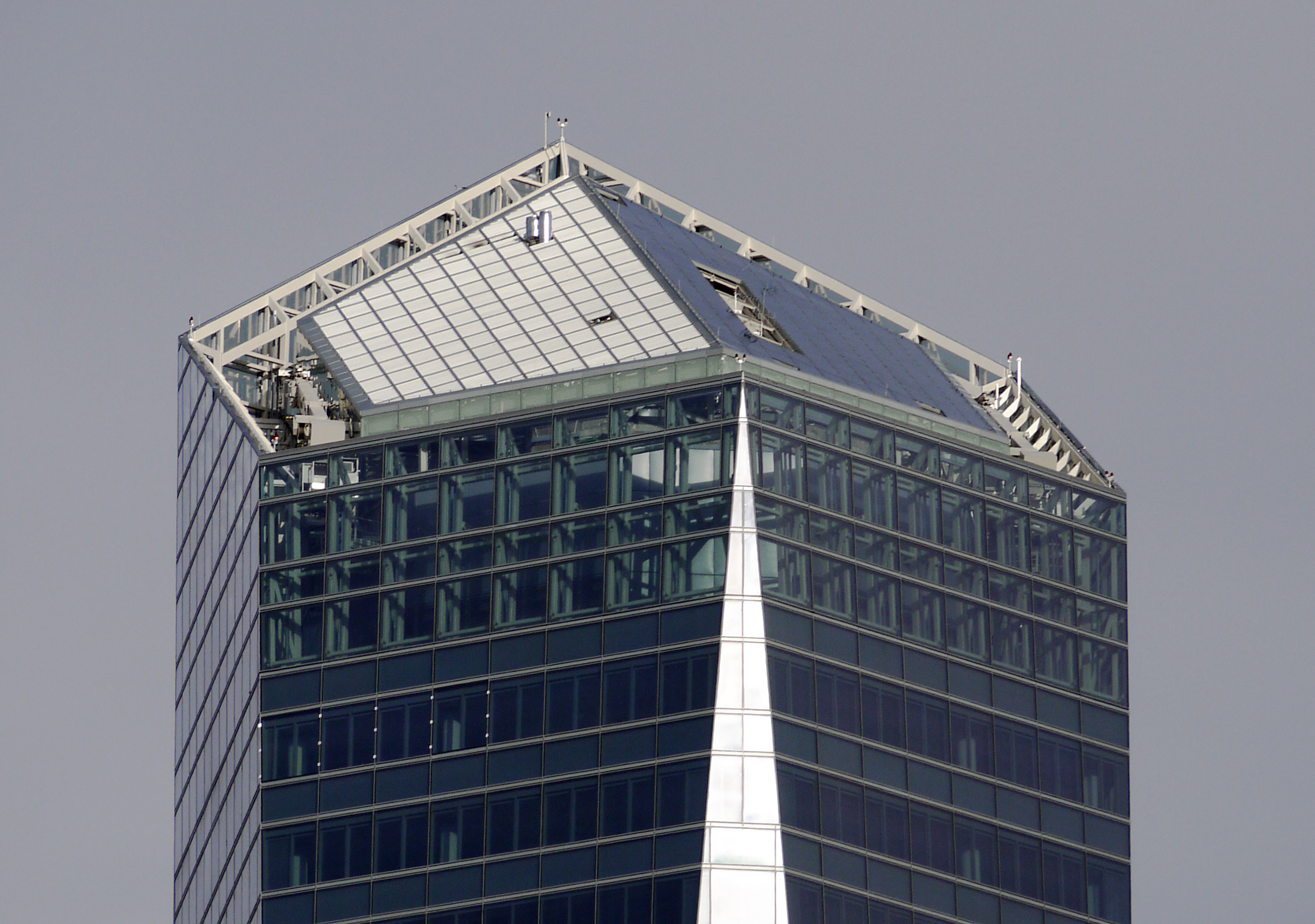
Cima de la torre.

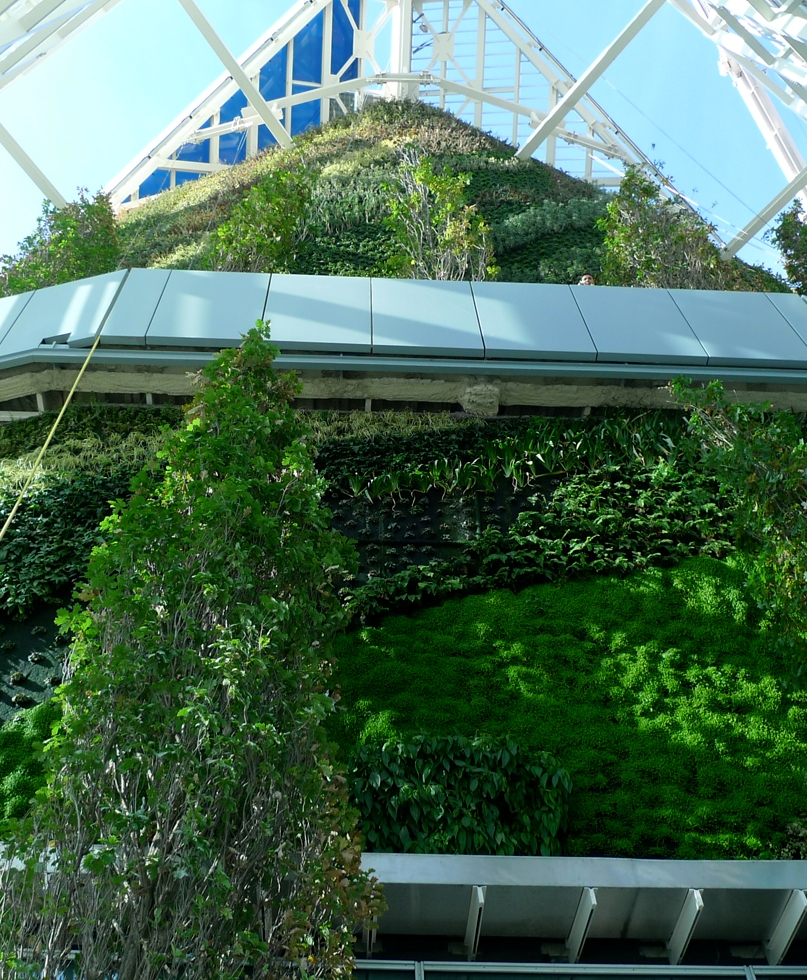
Jardín vertical.

Su construcción comenzó en 2004 y se terminó el 4 de diciembre de 2008. La Torre de Cristal se divide en una planta baja de acceso, 46 plantas destinadas exclusivamente a oficinas y seis plantas bajo rasante, destinadas a aparcamiento de vehículos, con una capacidad aproximada para 1250 coches. Las fachadas están cubiertas exclusivamente de vidrio y, en el nivel superior, la variación de la planta genera cambios en los cuatro planos de la fachada que ofrecen al edificio la apariencia de un cristal tallado. La torre ha sido diseñada por el arquitecto argentino César Pelli. En el proyecto también participaron los arquitectos Íñigo Ortiz y Enrique León. El ingeniero autor del proyecto de estructura fue José Ignacio Viñals Millán, que también se encargó de la dirección de la obra, junto con el ingeniero César Herrera Castilla.
La Torre cuenta con la certificación A de categoría medioambiental. Entre sus avances, es destacable su fachada acristalada, que posee un sistema de pared bioclimática que integra ventilación interior, gradúa automáticamente el control de soleamiento y optimiza los parámetros climáticos y de consumo energético.

## Edificación
Para el total del recubrimiento de la fachada se emplearon 44 000 metros cuadrados de vidrio. Se retiraron 90 000 metros cúbicos de tierra para proceder al vaciado de la zona en la que van ubicados los sótanos. El cable eléctrico utilizado supera los 250 kilómetros. Se han empleado 40 000 metros cúbicos de hormigón. El número de ascensores con los que cuenta la Torre es de 27.
La Torre de Cristal tiene forma de diamante y, en palabras de su arquitecto, el argentino César Pelli, intenta ser pura en sus facetas y destellos.
En su interior, el vestíbulo de entrada tiene una altura máxima de 10 metros y está cerrado por todos sus lados por un acristalamiento de suelo a techo. La planta de piso es de forma rectangular y mide 51 por 33 metros.
La estructura mecánica que la compone la convierte en un puzle gigante. La mayor parte de los componentes se han fabricado fuera de la zona de la edificación.

## Inquilinos
Entre sus inquilinos están empresas como KPMG, Red Hat, SegurCaixa Adeslas, Shift Technology, Agbar, Seat, Bovis, y el centro de negocios Regus.

## Jardín vertical
Dentro del edificio, concretamente en su última planta, la Torre de Cristal alberga un jardín vertical; el más alto de Europa. El jardín, de 600 m² de dimensión, se sitúa detrás de la fachada de vidrio y puede ser visto desde el exterior del edificio.
El aspecto característico del jardín se ha conseguido mediante la instalación de una estructura vertical de PVC sobre la que se coloca un fieltro sintético donde enraízan las distintas especies de plantas. Las plantas crecen gracias a un sofisticado sistema de riego, que aporta los nutrientes necesarios, formando un "muro verde" cuyo diseño y colorido se consigue mediante la selección y plantación de distintas especies previamente especificadas.
El concepto del jardín de invierno en la azotea es una idea original del estudio de paisajismo estadounidense, Balmori Associates. El diseño del muro verde es obra del botánico francés Patrick Blanc.

## Datos

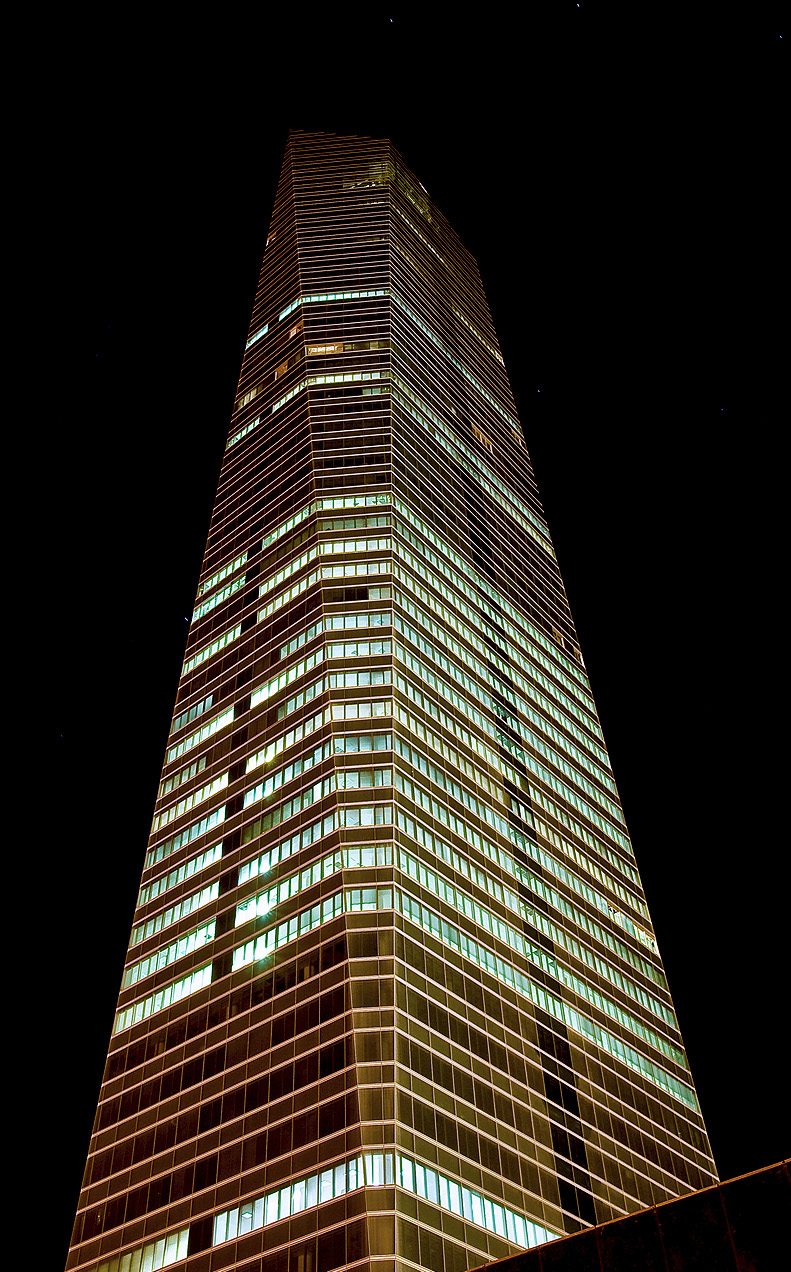
Torre de Cristal por la noche.

Datos del edificio:
- 249 m de altura.
- 120 800 m² de superficie total: 76 724 sobre rasante y 44 007 subterráneos.
- 50 plantas: 45 de oficinas, 5 técnicas (donde están las máquinas), planta baja, azotea y 6 de aparcamiento.
- 1250 coches de capacidad en el aparcamiento.
- 27 ascensores.
- 11 metros de altura libre máxima en el vestíbulo de entrada, de planta rectangular que mide 51 por 33 metros.
- Alturas de las grúas: 290 m.
- Más de 10 °C de diferencia térmica entre la rasante y la cota más alta.
- Hasta 132 km/h de viento, máximo que se ha registrado en la cota más alta.
- 44 000 m² de vidrio utilizado.
- 4600 ventanas (la estructura total de las ventanas puede llegar a pesar 1000 kg).
- 90 000 m³ de tierra retirada para la construcción de los sótanos.
- 40 000 m³ de hormigón utilizados.
- 4,5 millones de ladrillos utilizados sobre rasante (sin contar los sótanos).